# Мухаммед Мурад Самарканди
Мухаммед Мурад Самарканди (работал в конце XVI – нач. XVII в.) – среднеазиатский художник эпохи Джанидов.

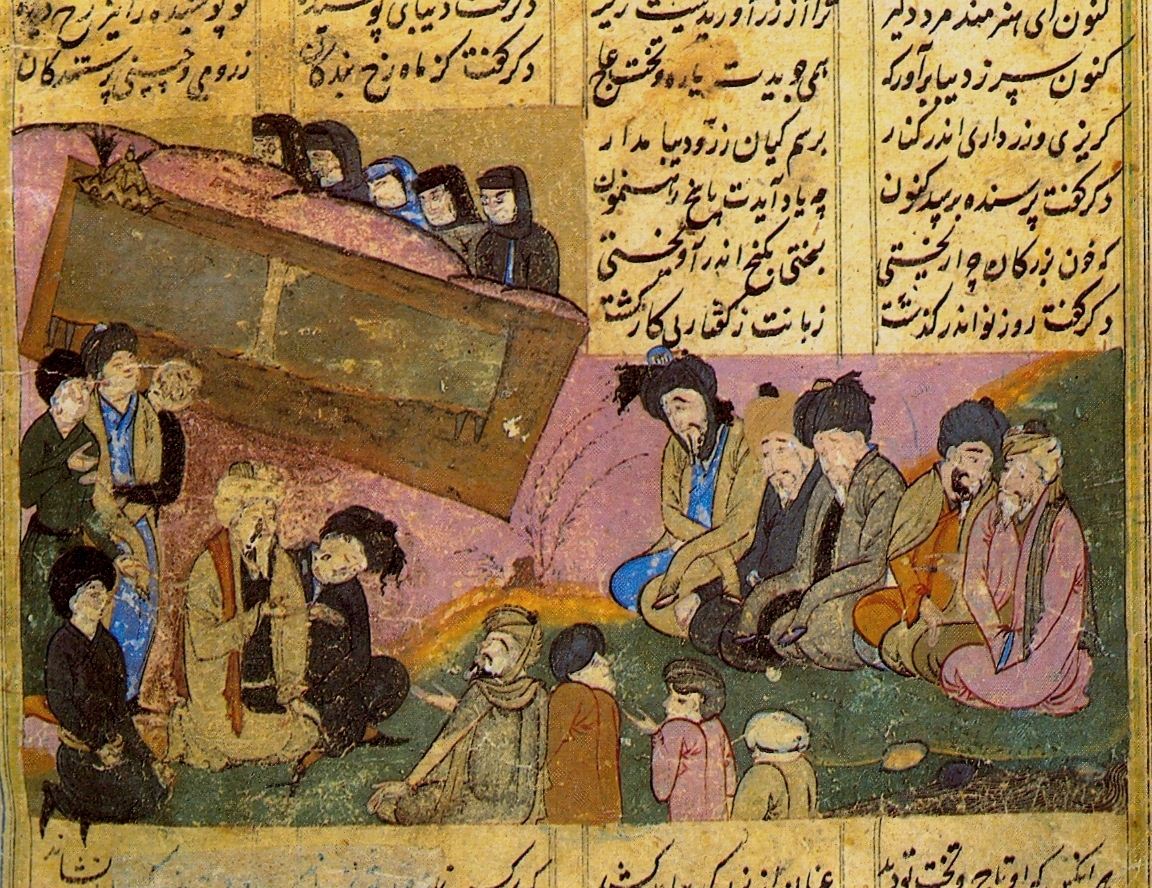
Похороны Искандера. "Шахнаме" Фирдоуси, переписан в 1556г., Институт Востоковедения, Ташкент

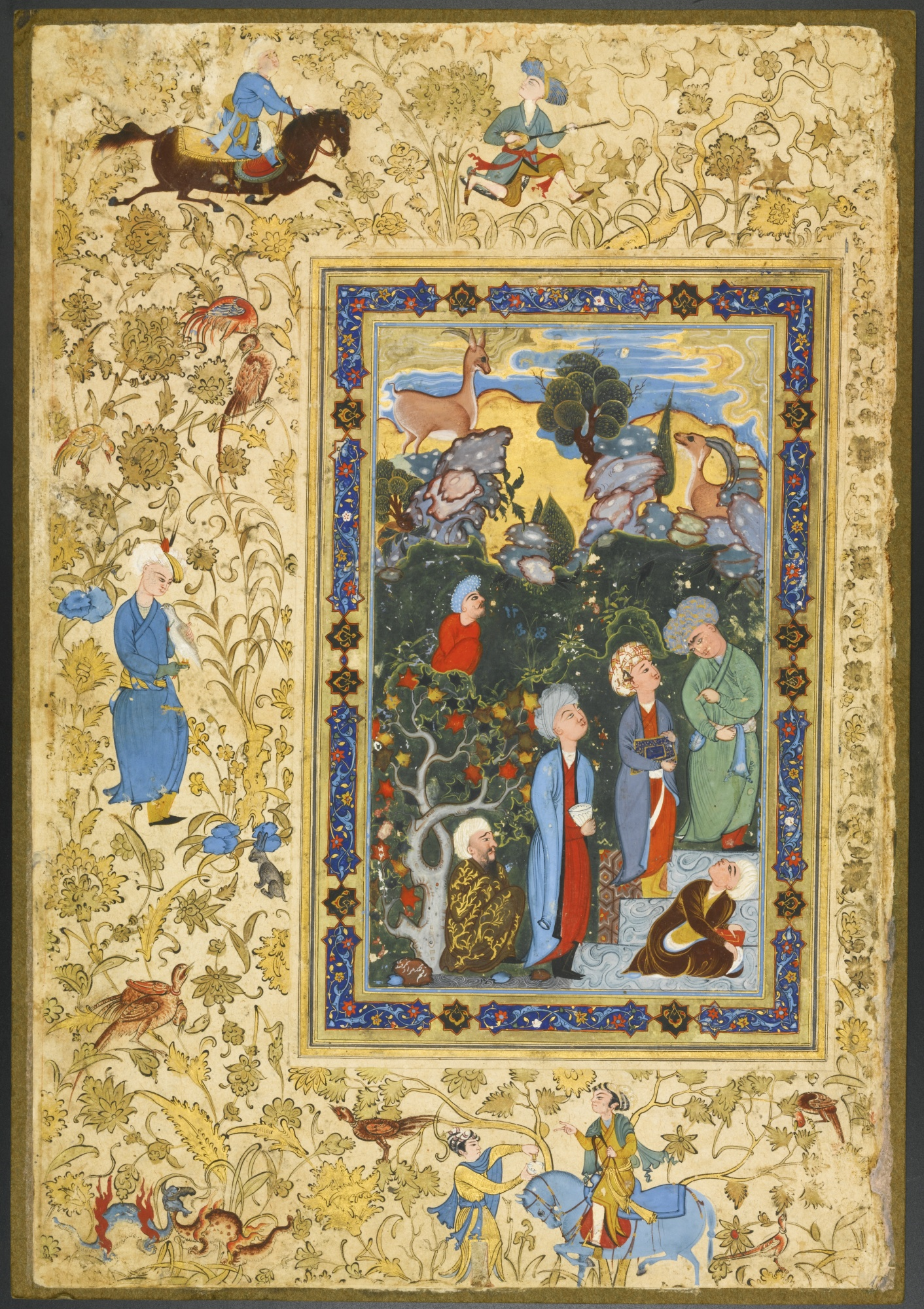
Спор четырёх молодых учёных. 1600-1630, Частное собрание

Даты рождения и смерти Мухаммеда Мурада неизвестны. Доподлинно неизвестно также, откуда он был родом. Прозвище «Самарканди» свидетельствует о том, что он либо родился в Самарканде, либо, по крайней мере, долго работал в нем. Биографических сведений об этом мастере крайне мало. Предполагают, что в начале своей карьеры он уехал в Хиву, где в конце XVI века принял участие в создании миниатюр к копии «Шахнаме» Фирдоуси, переписанной задолго до этого в 1556 году для правителя Хорезма Иш Мухаммада каллиграфом Хамадани. Манускрипт хранится ныне в Институте Востоковедения АН Узбекистана. Его миниатюрам присуща некоторая упрощённость и провинциальность, однако уже здесь проявлены оригинальные черты стиля художника – экспрессивность в изображении фигур, доходящая временами едва ли не до карикатурности.
Сохранились сведения, что в начале XVII века художник был отправлен в Индию ко двору могольского императора (по одним сведениям, ко двору Акбара, по другим, ко двору Джахангира). Точная дата отъезда и время проведённое художником в Индии неизвестны. Исследователями отмечается, что после этой поездки стиль миниатюр Мухаммеда Мурада изменился. Он стал более утончённым, но при этом сохранил связь со среднеазиатско-персидской традицией.
Неизвестно, когда художник вернулся в Самарканд, вероятно, это произошло в 1610-х годах. В 1611 году к власти в Бухаре пришёл хан Имамкули из династии Джанидов (прав. 1611-1642гг). Основная часть произведений Мухаммеда Мурада была создана во время его правления. При этом деятельном хане был остановлен развал государства, начавшийся после падения династии шейбанидов, и в Средней Азии воцарилось относительное спокойствие и благоденствие. Хан имел пристрастие к беседам с учеными, дервишами и поэтами, был неравнодушен к искусству. При нём в Бухаре и Самарканде работали художественные мастерские, из стен которых вышел ряд иллюстрированных рукописей.
Манускрипт «Бустан» Саади (Библиотека Честер Битти, Дублин) был переписан в 1570 году; впоследствии к нему были добавлены миниатюры, которые написали Мухаммед Шериф, Мухаммед Дервиш и Мухаммед Мурад. На одной из миниатюр стоит дата – 1616 год. Исследователи отмечают, что обе работы Мухаммеда Мурада в этом манускрипте существенно отличаются от миниатюр двух его коллег, поскольку его стилю присущи изобретательность и воображение.  Миниатюры  к этой рукописи считают примером зрелого творчества художника.
Ко времени правления Имамкули-хана относятся также три известных альбомных листа, имеющие подпись художника. Два из них когда-то составляли разворот фронтисписа; на одном - «Юноша с книгой» (Лувр, Париж), на другом - «Принцесса с пиалой» (Галерея Фрир, Вашингтон). Миниатюры представляют собой продукт художественной кооперации: фигуры юноши и принцессы были написаны Мухаммедом Шерифом, в то время как Мухаммед Мурад написал многочисленные фигуры и арабески на бордюрах миниатюр; этим гротескам присущи изобретательность, выразительность и ирония.  Третий лист представляет особый интерес, т.к. и центральные фигуры и маргиналии на нём Мухаммад Мурад написал самостоятельно («Спор четырёх молодых учёных», нач. XVII века, частное собрание). Все эти работы перекликаются с миниатюрами художника из «Бустана» Саади.
Кроме перечисленного, Самарканди приписывают ещё четыре не подписанные произведения: портрет «Загадочный Эмир Бухары» (частное собрание), два рисунка с изображением «Дервиша» (оба в Национальной библиотеке, Париж) и рисунок «Мистическое путешествие» из Музея Фогга, на основании чего американский исследователь Роберт Скелтон сделал заключение, что Мухаммед Мурад Самарканди был не только миниатюристом, но и прекрасным рисовальщиком.

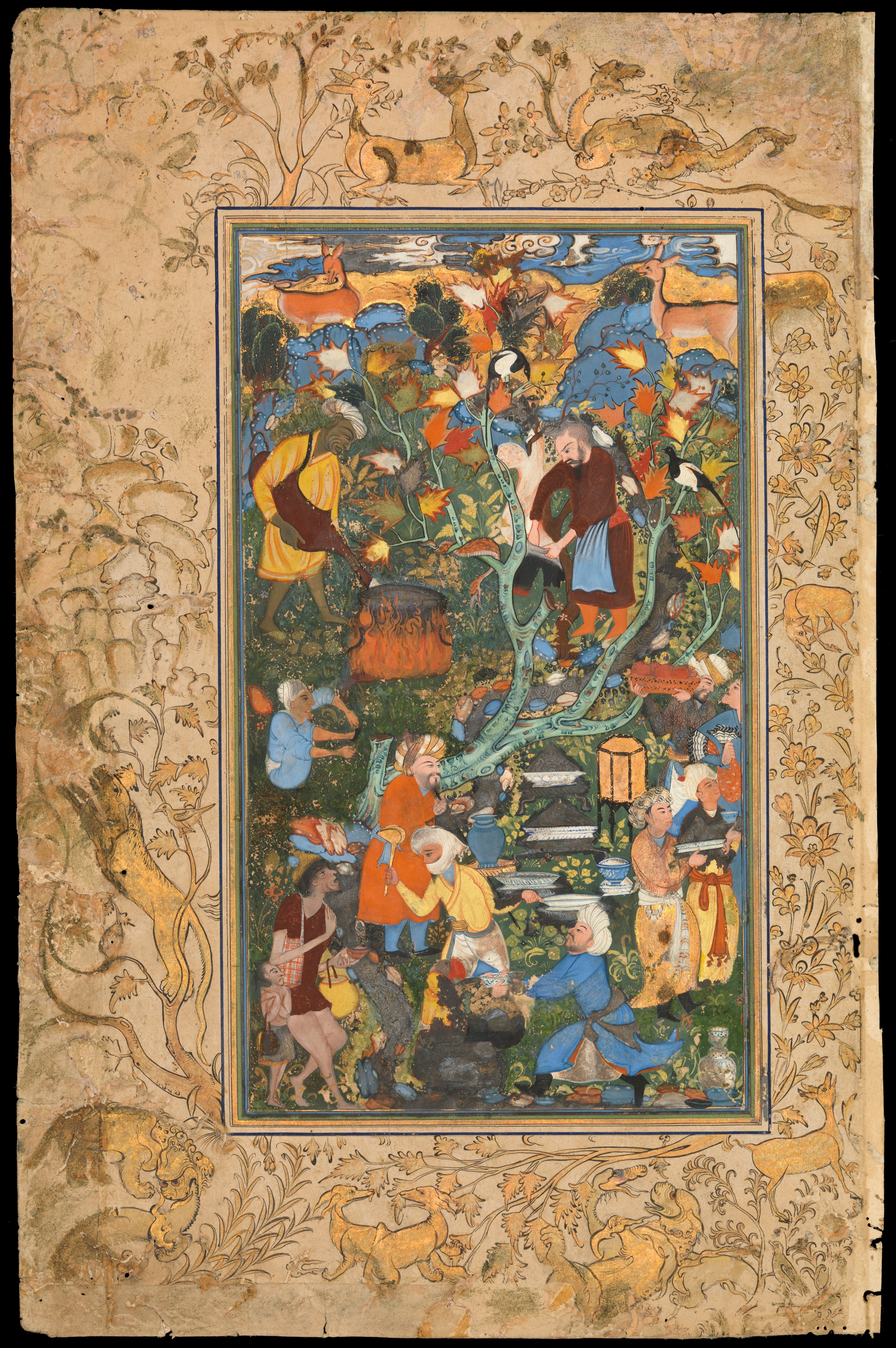
Мухаммед Мурад Самарканди. Подготовка к пиру во дворце, "Бустан" Саади, Бухара 1616, Библиотека Честер Битти, Дублин.
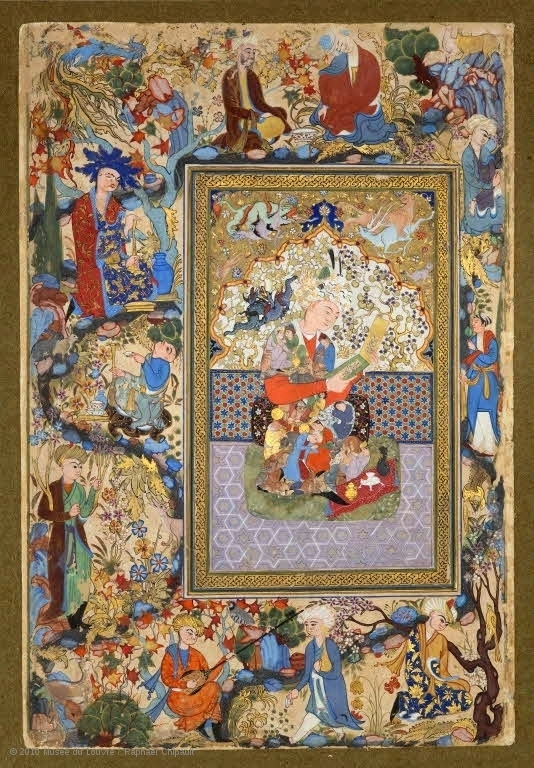
Мухаммед Шериф и Мухаммед Мурад Самарканди, Юноша с книгой. 1600-1630, Париж, Лувр
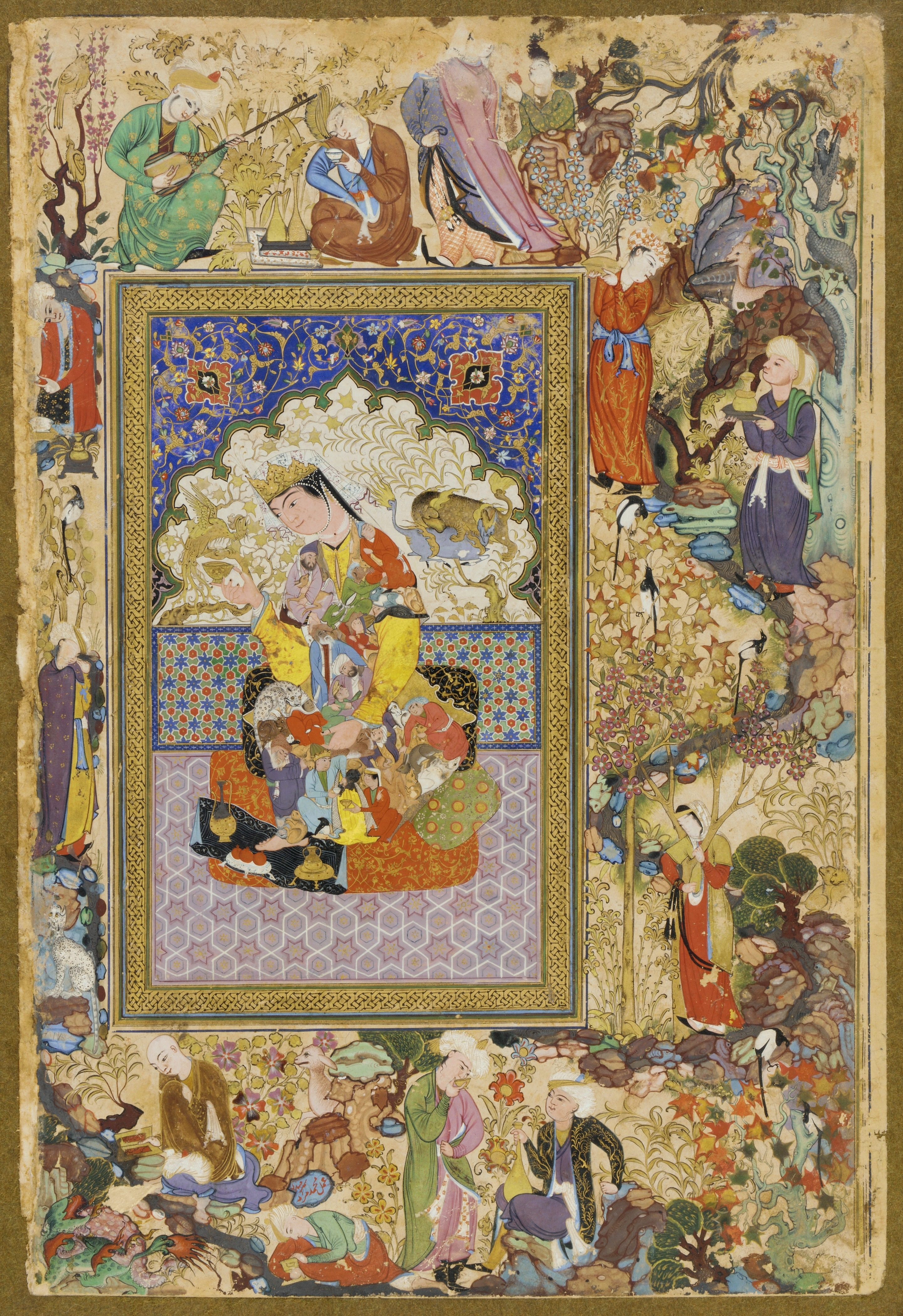
Мухаммед Шериф и Мухаммед Мурад Самарканди, Принцесса с пиалой, 1600-1630, Галерея Фрир, Вашингтон
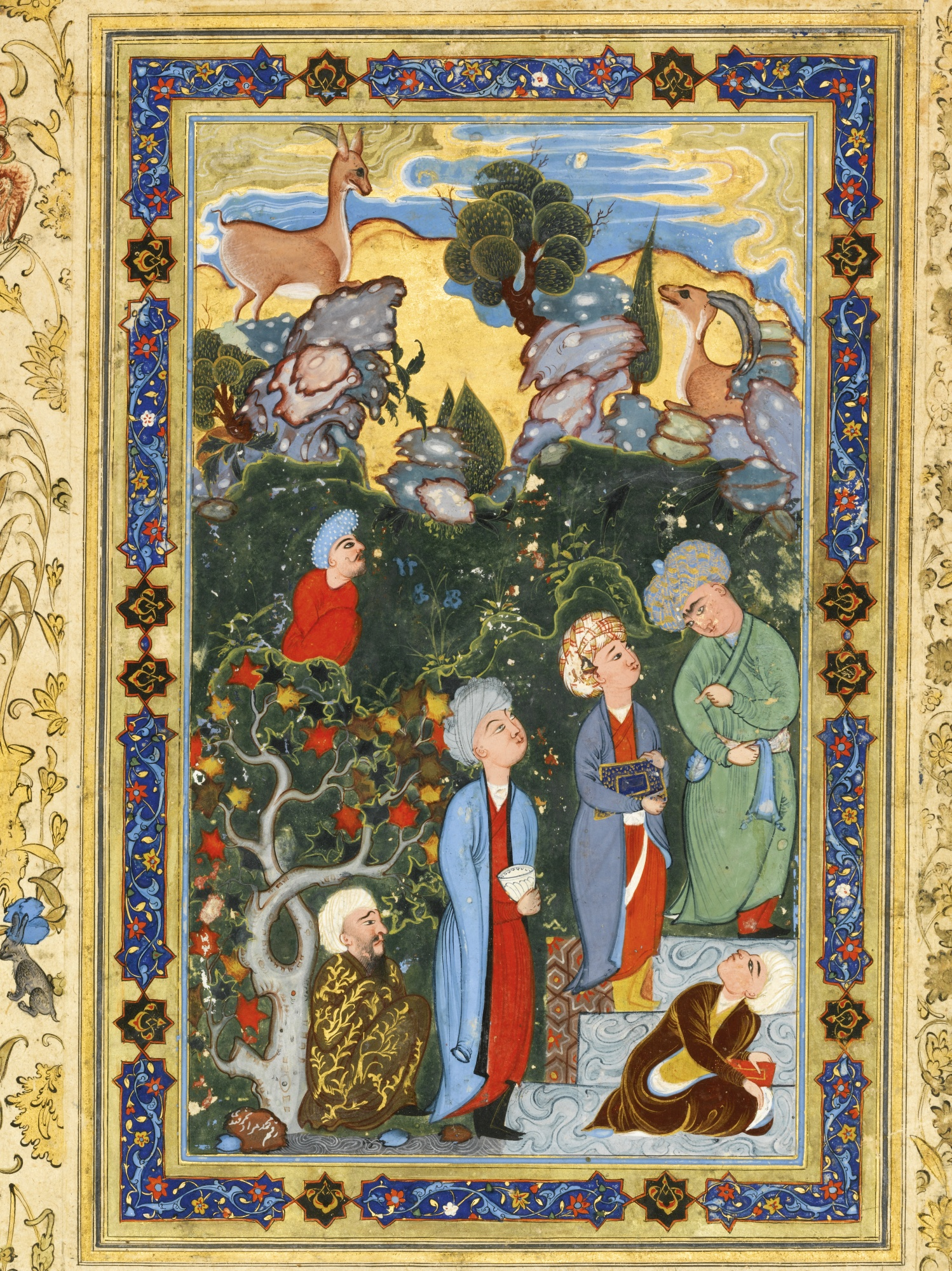
Спор четырёх молодых учёных. 1600-1630, Частное собрание, деталь